# خواكيم كريستنسن
خواكيم كريستنسن (بالدنماركية: Joachim Christensen) هو فنان قتال مختلط دنماركي، ولد في 7 نوفمبر 1978 في كوبنهاغن في الدنمارك.

## وصلات خارجية
- خواكيم كريستنسن على موقع يو إف سي (الإنجليزية)
- خواكيم كريستنسن على موقع شيردوغ (الإنجليزية)